# Калінчик Людмила Георгіївна
Людмила Калінчик (біл. Людміла Георгіеўна Калінчык; нар. 23 липня 1982  Борисов, Білорусь) — білоруська біатлоністка, дворазова призерка Чемпіонатів світу з біатлону. Учасниця Олімпійськох ігор, призерка етапів Кубка світу з біатлону.

## Виступи на Олімпійських іграх
| Рік  | Міце проведення | Інд | Спр | Пр | МС | Ест |
| 2010 | Ванкувер        | 9   | 17  | 13 | 17 | 7   |

## Виступи на чемпіонаті світу
| Рік  | Міце проведення      | Інд | Спр | Пр  | МС | Ест | ЗМ |
| 2007 | Антхольц             | —   | 55  | 47  | —  | —   | —  |
| 2008 | Естерсунд            | 30  | 36  | 40  | —  | 5   | 2  |
| 2009 | Пхенчхан             | —   | 54  | 50  | —  | 4   | —  |
| 2011 | Ханти-Мансійськ      | 56  | 50  | LAP | —  | 3   | —  |
| 2012 | Рупольдінг           | —   | 28  | 30  | —  | 4   | —  |
| 2013 | Нове Место-на-Мораві | 31  | 48  | 36  | —  | 7   | —  |

## Кар'єра в Кубку світу
- Дебют в кубку світу — 11 грудня 2003 року в спринті в Гохфільцені — 59 місце.
- Перше попадання в залікову зону — 15 березня 2007 року в спринті в Ханти-Мансійську — 27 місце.
- Перше попадання на розширений подіум — 18 березня 2010 року в спринті в Осло — 5 місце.
- Перший подіум — 9 січня 2011 року в естафеті в Обергофі — 3 місце.

## Загальний залік в Кубку світу
- 2006–2007 — 76-е місце (5 очок)
- 2007–2008 — 62-е місце (14 очів)
- 2008–2009 — 72-е місце (45 очок)
- 2009–2010 — 27-е місце (363 очки)
- 2010–2011 — 38-е місце (160 очок)
- 2011–2012 — 42-е місце (145 очок)
- 2012–2013 — 53-е місце (87 очок)

## Статистика стрільби
| № п/п | Сезон     | Загальна         | Індивідуальна гонка | Спринт          | Гонка переслідування | Мас-старт      | Естафета       |
| ----- | --------- | ---------------- | ------------------- | --------------- | -------------------- | -------------- | -------------- |
| 1     | 2003-2004 | 81,8 % (90/110)  | 75,0 % (15/20)      | 86,0 % (43/50)  | 80,0 % (32/40)       | 0,0 % (0/0)    | 0,0 % (0/0)    |
| 2     | 2004-2005 | 75,3 % (128/170) | 73,3 % (44/60)      | 75,7 % (53/70)  | 77,5 % (31/40)       | 0,0 % (0/0)    | 0,0 % (0/0)    |
| 3     | 2005-2006 | 75,0 % (30/40)   | 80,0 % (16/20)      | 70,0 % (14/20)  | 0,0 % (0/0)          | 0,0 % (0/0)    | 0,0 % (0/0)    |
| 4     | 2006-2007 | 74,2 % (204/275) | 75,0 % (45/60)      | 77,0 % (77/100) | 73,0 % (73/100)      | 0,0 % (0/0)    | 60,0 % (9/15)  |
| 5     | 2007-2008 | 80,8 % (291/360) | 81,7 % (49/60)      | 79,0 % (79/100) | 80,7 % (113/140)     | 0,0 % (0/0)    | 83,3 % (50/60) |
| 6     | 2008-2009 | 83,0 % (229/276) | 85,0 % (51/60)      | 83,0 % (83/100) | 82,5 % (66/80)       | 0,0 % (0/0)    | 80,6 % (29/36) |
| 7     | 2009-2010 | 84,9 % (314/370) | 86,7 % (52/60)      | 85,6 % (77/90)  | 86,3 % (69/80)       | 85,0 % (68/80) | 80,0 % (48/60) |
| 8     | 2010-2011 | 77,3 % (289/374) | 78,8 % (63/80)      | 76,0 % (76/100) | 80,0 % (80/100)      | 80,0 % (32/40) | 70,4 % (38/54) |
| 9     | 2011-2012 | 84,9 % (237/279) | 0,0 % (0/0)         | 85,6 % (77/90)  | 86,4 % (121/140)     | 0,0 % (0/0)    | 79,6 % (39/49) |
| 10    | 2012-2013 | 80,2 % (260/324) | 88,3 % (53/60)      | 82,0 % (82/100) | 77,0 % (77/100)      | 0,0 % (0/0)    | 75,0 % (48/64) |